# Pevnost Kosmač
Pevnost Kosmač (srbsky Тврђава Космач/Tvrđava Kosmač) byla nejjižnější pevností Rakousko-Uherska. Nachází se poblíž vesnice Brajnići u města Budva v Černé Hoře. Dochovány jsou však pouze trosky původní pevnosti.
Pevnost byla vybudována v blízkosti klíčové silnice Budva-Cetinje, na vrcholu kopce, který zajišťuje výhled na přístav Budva. Vybudována byla ve 40. letech 19. století; v průběhu let byla postupně rozšiřována a svojí finální podobu získala roku 1909. Pevnost byla poprvé napadena v roce 1869, během bokelského povstání. Rakouské jednotky byly v pevnosti přítomné až do roku 1918, kdy se musely stáhnout po vyhlášení Království Srbů, Chorvatů a Slovinců. Během druhé světové války pevnost obsadila vojska fašistické Itálie. Po skončení konfliktu byla pevnost opuštěna a již nikdy nedošlo k její obnově.